# Kunta Kinteh Ø
Kunta Kinteh Ø (engelsk: Kunta Kinteh Island – tidligere James Ø; engelsk: James Island) er en ø i Gambiafloden, 30 kilometer fra flodens munding ved Juffureh i Gambia. Den 6. februar 2011 omdøbtes øen til sit nuværende navn for at give øen et gambisk navn. På øen ligger Fort James. Det ligger mindre end to mil fra Albreda på flodens nordlige bred, der havde samme formål for franskmændene.
De første europæiske bosættere på øen var tyskbaltere fra Hertugdømmet Kurland og Semgallen, der også havde andre koloniale besiddelser i området. De kaldte stedet Sankt Andreas Ø, selvom den engelske krone tidligere havde tildelt øen til to separate selskaber i 1588 og 1618. I 1651 byggede nybyggerne et fort, som de kaldte Fort Jacob efter Jacob Kettler, hertugen af Kurland, og brugte det som handelsbastion. Hollænderne havde fortet i en kort periode fra 1659 indtil englænderne erobrede det i 1661; hollænderne afstod formelt fortet til englænderne i 1664.
Som et vigtigt historisk sted i vestafrikas slavehandel, er det nu opført som på UNESCO's verdensarvsliste, sammen med relaterede steder, herunder Albreda, Juffureh og Fort Bullen. Kunta Kinteh Ø lider af voldsom erosion, og er nu cirka en sjettedel af sin størrelse i forhold til tiden da fortet var aktivt. Ruinerne af flere af de britiske administrative bygninger (herunder en enkelt celle, tilsyneladende brugt til at huse de mest besværlige fanger), en lille bådebro og en række baobabtræer er blevet tilbage. Ruinerne er blevet stabiliseret og beskyttet af en udjævning. På grund af det flade lavland øen består af, er nogle strukturer til tider blevet rørt af bølgerne ved højvande og storme.
Kunta Kinte, forfatteren Alex Haleys Mandingo-forfader, der er beskrevet i bogen og tv-serien Rødder, var formentlig afskibet via Kunta Kinteh Ø.